# C.M.I.M. Matthiessen
Christian Matthias Ingemar Martin Matthiessen es un lingüista de origen sueco reconocido por sus aportes a la  Lingüística Sistémico-Funcional  (LSF), autor o coautor de más de 100 publicaciones, entre las que se cuentan libros, capítulos, artículos en revistas especializadas y ponencias. Uno de sus trabajos más destacados es Lexicogrammatical cartography (1995), un extenso tratado acerca de los sistemas gramaticales del inglés desde la perspectiva de la LSF. Es además coautor de numerosas publicaciones con Michael Halliday. Desde 2008 se desempeña como profesor titular del Departamento de Inglés de la Universidad Politécnica de Hong Kong. Previamente se desempeñó como Titular de Cátedra del Departamento de Lingüística de la Universidad de Macquarie en Sídney.

## Biografía
Matthiessen nació y fue criado en Suecia. Su madre, Christine Matthiessen, fue quien motivó su interés temprano por el lenguaje como objeto de estudio. Su padre, Martin Edmond, era pintor. Matthiessen obtuvo su pregrado en 1980 en la Universidad de Lund, en donde  estudió inglés, árabe, y filosofía. Realizó su maestría en la Universidad de California-Los Ángeles con una tesis acerca del tiempo verbal en lengua inglesa. En 1989, obtuvo su doctorado de la misma institución con la tesis titulada "Text generation as a linguistic  research task" (La generación de textos como tarea de investigación lingüística) .  De 1980 a 1983,  fue asistente de investigación en el Instituto de Ciencias de la Información (Information Sciences Institute ISI) de la Universidad del Sur de California.
En 1983, Matthiessen fue promovido a lingüista investigador de tiempo completo del ISI, en donde trabajó en el desarrollo de la teoría sistémica y de descripciones lingüísticas para la generación de textos, incluyendo el mantenimiento y expansión de una gramática sistémico-funcional del inglés orientada a generación de textos ("Nigel grammar"). Durante este período colaboró con Bill Mann y Sandra Thompson en el desarrollo de la Teoría de la Estructura Retórica. En 1988,  se trasladó a la Universidad de Sídney para fungir como profesor asistente y, posteriormente, como profesor titular hasta 1994. Allí realizó investigaciones en las áreas de generación textual multilingüe, generación de texto oral, gramática y semántica inglesa y teoría sistémico-funcional. En 1994,  asumió el cargo de profesor asociado del Departamento de Lingüística de la Universidad de  Macquarie, donde posteriormente fue nombrado Titular de Cátedra hasta 2008, año en el que asumió como Titular de Cátedra y jefe del Departamento de Inglés de la Universidad Politécnica de Hong Kong (PolyU).  De 2009 hasta mediados de 2012, se desempeñó como Decano Auxiliar de la Facultad de Humanidades en PolyU. Desde mayo de 2011 ha sido profesor honorario de la Universidad Normal de Pekín y profesor invitado de la Universidad de Ciencia y Tecnología de Pekín.

## Aportes a la lingüística
Matthiessen ha trabajado en diversas áreas de la lingüística, incluyendo tipología lingüística, lingüística computacional, descripción gramatical, gramática y discurso, gramática funcional para la enseñanza del inglés, análisis textual y traducción y la evolución del lenguaje. Es coautor de Teoría de la Estructura Retórica, junto con Bill Mann y Sandra Thompson. Su libro "Lexicogrammatical Cartography" ofrece uno de los tratados más completos de la descripción sistémico-funcional del inglés basada en la obra de Halliday. Su libro "Construing experience through Meaning: A language-based approach to cognition" (La construcción de la experiencia a través del significado: una aproximación lingüística a la cognición), en coautoría con Michael Halliday, propone un enfoque semiótico-lingüístico en el estudio de la cognición alternativo a los enfoques cognitivistas dominantes. .

## Aportes a la lingüística sistémico-funcional
Aunque las investigaciones de Matthiessen cubren varias áreas de la lingüística, su especialidad teórica es el modelamiento del lenguaje basado en la Lingüística Sistémico-Funcional, con énfasis en la Gramática Sistémico-Funcional. Matthiessen es considerado un desarrollador clave de la Gramática Sistémico-Funcional, principalmente gracias a sus contribuciones a descripciones computacionales en el marco del Proyecto Penman.

## Trabajos seleccionados
- Matthiessen C.M.I.M. (1995) Lexicogrammatical cartography: English systems, Tokyo, International Language Sciences Publishers.

- Halliday M.A.K., Matthiessen C.M.I.M. (2000) Construing experience through meaning: a language-based approach to cognition, Open linguistics series, Continuum International.

- Matthiessen C.M.I.M., Caffarel A., Martin J.R. (2004) Language typology: a functional perspective, Amsterdam Studies in the Theory and History of Linguistic Science, Series IV: Current Issues in Linguistic Theory, 700 pp.

- Halliday, M.A.K., Matthiessen C.M.I.M. (2004). An introduction to functional grammar, 3rd ed. London, Arnold.

- Matthiessen C.M.I.M. (2004) "Descriptive motifs and generalisations". In A. Caffarel, J.R. Martin, C.M.I.M. Matthiessen (eds.), Language typology: a functional perspective (pp. 537–64). Amsterdam/Philadelphia, John Benjamins.

- Martin J.R., Painter C., Matthiessen C.M.I.M. (2006) Working with functional grammar, Hodder Arnold Publication, 340 pp.

- Matthiessen C.M.I.M., Halliday M.A.K. (2009) Systemic functional grammar: a first step into the theory, Higher Education Press.